# فيتوريو غريغوتي
فيتوريو غريغوتي (بالإيطالية: Vittorio Gregotti)‏ - نوفارا، في 10 أغسطس 1927 - 15 مارس 2020) مهندس إيطالي.

## السيرة الذاتية
تخرج في الهندسة المعمارية من بوليتيكنيكو دي ميلانو (Politecnico di Milano) في عام 1950. بدأ حياته المهنية بالعمل مع مجلة كازابيللا (Casabella) التاريخية، التي يرأسها ارنستو ناثان روجرز، والتي في وقت لاحق ادارها لمدة 14 عاما ابتداء من عام 1982. خلال الفترة من 1953 إلى 1968 أنجز أعماله بالتعاون مع لودوفيكو مينيكيتي (Ludovico Meneghetti) وجوتو ستوبينو (Giotto Stoppino) (رابطة المهندسين المعماريين). في عام 1974اسس إستوديو باسم كريكوتي وشركاؤهم الدولية (Gregotti Associati) التي من ذلك الحين عملت في عديد من البلدان.
في البداية عمله التزم بحركات مثل نيوليبيرتي (Neoliberty) كرد فعل على الحركة الحديثة انضم إلى الحركة الإيطالية المسماة راتسيوناليسمو(Razionalismo)، من أهم الأمثلة التي صممها بهذا النوع: قصر المكاتب (palazzo per uffici) في نوفارا (Novara) في عام 1960. ثم يأتي إلى تصميم هيكل معماري ضخم لجامعات باليرمو (1969)، فلورنسا (1972) وكالابريا (1974).
قدرتة الخلاقة جدا كانت محل تقدير كبير، رغم أنها لا تخلو من مشاريع مثيرة للجدل مثل زين (ZEN) حي في باليرمو أو «مشروع بيكوكا» (Bicocca) في ميلانو.